# Xochicuatla
Xochicuatla är en ort i Mexiko.   Den ligger i kommunen Tampacán och delstaten San Luis Potosí, i den sydöstra delen av landet, 220 km norr om huvudstaden Mexico City. Xochicuatla ligger 257 meter över havet och antalet invånare är 822.
Terrängen runt Xochicuatla är varierad. Runt Xochicuatla är det ganska tätbefolkat, med 80 invånare per kvadratkilometer. Närmaste större samhälle är Tampacan, 4,9 km norr om Xochicuatla. I omgivningarna runt Xochicuatla växer huvudsakligen savannskog.